# Asociația Federațiilor Internaționale a Sporturilor Olimpice de Iarnă
Asociația Federațiilor Internaționale a Sporturilor Olimpice de Iarnă (în engleză Association of International Olympic Winter Sports Federations, acronim AIOWF) este o asociație non-profit care reunește federațiile sportive internaționale care fac parte din CIO și care guvernează, prin urmare, cele șapte discipline care fac parte din programul Jocurilor Olimpice de Iarnă.

## Federații
- IBU (Biatlon)
- IBSF (Bob și Scheleton)
- WCF (Curling)
- IIHF (Hochei pe gheață)
- ISU (Patinaj)
- FIS (Schi)
- FIL (Sanie)